# Easton (New Hampshire)
Easton ist eine Town im Grafton County im US-Bundesstaat New Hampshire, einem der Neuenglandstaaten der USA. Das Gebiet gehörte zur Zeit der Besiedlung zu Landaff, von dem es sich 1876 abspaltete und als unabhängige Gemeinde eingetragen wurde. Der Name hat sich möglicherweise aus Eastern weiterentwickelt und geht auf das ehemalige Eastern Landaff zurück. Das U.S. Census Bureau hat bei der Volkszählung 2020 eine Einwohnerzahl von 292 ermittelt.

## Geographie

### Lage
Easton liegt in einem Tal der westlichen White Mountains. Die Hauptstadt des Bundesstaates Concord befindet sich 90 Kilometer entfernt im Süden. Im Osten von Easton beginnt der White Mountain National Forest.

### Nachbargemeinden
An Easton grenzen Sugar Hill und Franconia im Norden, Lincoln im Osten, Woodstock und Benton im Süden sowie Landaff im Westen.

### Gemeindegliederung
Außer Easton, dem Kernort, Wildwood im Süden der Gemeinde.

### Berge
Seinen höchsten Punkt erreicht Easton am Westhang des Mount Kinsman, dessen Gipfel in Lincoln liegt. Im Westen ist der Cooley Hill mit 758 Metern.

### Gewässer
Im Süden von Easton entspringt der Ham Branch des Gale River, der nördlich durch Easton nach Franconia fließt. Aus Woodstock kommt der Wild Ammonoosuc River, der Easton im Süden durchquert. In letzteren münden in Easton Underhill, Clay und Black Brook von rechts, Tunnel Brook von links. In den Ham Branch münden von rechts Reel, Slide, Judd und Kendall Brook.

## Geschichte
Ende des 18. Jahrhunderts kamen erste Siedler in die Gegend und machten einige Landstriche in Landaff urbar. Von diesem Gebiet spaltete sich der östliche Teil ab, der am 20. Juli 1876 per Gesetz zur eigenständigen Gemeinde wurde. Die erste Gemeindeversammlung der neuen Town wurde im Januar 1877 organisiert. Zu den frühesten Siedlern im späteren Easton gehörte Nathan Kinsman (nach anderen Angaben Asa Kinsman), von dessen Familie der Mount Kinsman, die Kinsman Range und die Kinsman Notch ihren Namen haben. Auch der Name von Kinsman im Trumbull County in Ohio geht auf diese Familie zurück.
1857 wurde eine unionierte Kirche errichtet, die jedoch nicht immer einen Pastor hatte. 1885 hatte Easton drei Schulen mit insgesamt 55 Schülern und fünf Lehrerinnen. Zur gleichen Zeit gab es je zwei Sägemühlen und Schmieden, einen Maler und fünf oder sechs Häuser im Kernort sowie ein Postamt. Ein weiteres sowie drei weitere Sägemühlen gab es in Wildwood. Zu den Produkten der Mühlen gehörte Schnittholz unterschiedlicher Dimensionen, Bretter und Latten, Fassadenbretter, Schindeln, Spulen und anderes.

### Bevölkerungsentwicklung
| Jahr      | 1880 | 1890 | 1900 | 1910 | 1920 | 1930 | 1940 | 1950 | 1960 | 1970 |
| --------- | ---- | ---- | ---- | ---- | ---- | ---- | ---- | ---- | ---- | ---- |
| Einwohner | 302  | 248  | 249  | 226  | 131  | 132  | 156  | 94   | 74   | 92   |
| Jahr      | 1980 | 1990 | 2000 | 2010 | 2020 | 2030 | 2040 | 2050 | 2060 | 2070 |
| Einwohner | 124  | 222  | 257  | 254  | 292  |      |      |      |      |      |

## Wirtschaft und Infrastruktur
Größter Arbeitgeber war mit Stand 2018 ein saisonales Tenniscamp mit bis zu 10 Angestellten. Im Zeitraum 2015 bis 2019 betrug das durchschnittliche Pro-Kopf-Einkommen 47.861 $, das Medianeinkommen der Haushalte 86.250 $. Der Arbeitslosenanteil betrug 2019 2,1 %, der Anteil der Einwohner unter der Armutsgrenze 1,4 %.

### Öffentliche Einrichtungen
Easton hat eine Freiwillige Feuerwehr, der medizinische Notdienst ist privat. Das nächstgelegene Krankenhaus ist das Littleton Regional Hospital in Littleton. Wasserver- sowie Abwasserentsorgung erfolgen privat mittels Brunnen und Tanks, Müll wird nach abgegebener Menge bezahlt. Recycling ist freiwillig. Die Easton Town Library ist eine öffentliche Bibliothek. Schulen gibt es keine, die Klassen K bis sechs werden vom Lafayette, sechs bis zwölf vom Profile Schulbezirk unterrichtet.

### Verkehr
Durch Easton verlaufen die New Hampshire State Routes NH-112 von Bath nach Conway und NH-116 von Haverhill nach Jefferson. Der nächstgelegene Interstate, I-93, ist sechs Meilen entfernt. Der Flugplatz in Franconia hat eine Graspiste, der nächstgelegene Platz mit Asphaltpiste ist der Dean Memorial Airport in Haverhill, der entsprechende Flughafen der Lebanon Municipal Airport in etwa 90 Kilometern Entfernung.

## Söhne und Töchter der Stadt
- Bode Miller (* 1977), Alpinski-Rennläufer
- Chelone Miller (1983–2013), Profi-Snowboarder